# Alexander Pope (attore)
Alexander Pope (Cork, 1763 – Londra, 22 marzo 1835) è stato un attore teatrale e pittore irlandese.

## Biografia
Pope ricevette l'istruzione per continuare l'attività di pittore in miniatura di suo padre. Fu un artista prolifico, difatti dipinse miniature e le espose alla Royal Academy of Arts fino al 1821; ma ancora ventenne si avvicinò al teatro, esordì sul palcoscenico, recitando nel ruolo di Oroonoko nel 1785 al Royal Opera House londinese.
Lavorò in questo teatro per quasi vent'anni, dopo di che si trasferì all'Haymarket Theatre, dove restò fino al suo abbandono delle scene, specializzandosi soprattutto in ruoli tragici, prevalentemente shakesperiani, caratterizzandosi per interpretazioni da buon epigono della tradizione settecentesca.
Era molto apprezzato come Otello ed Enrico VIII.
Si sposò due volte, con due attrici: la prima fu Elisabeth Younge (Londra 1744-1797), più anziana di lui, e che risultò molto stimata sia nella commedia sia nella tragedia; la seconda fu Maria Ann Campion (Waterford 1775-Londra 1803), che ebbe successo come 'amorosa' e nei ruoli di attrice giovane.